# Покрашен
Покрашен (на арменски: Փոքրաշեն) е село и община в Армения, област Ширак. Според Националната статистическа служба на Армения през 2012 г. има 223 жители.

## Демография
Броят на населението в годините 1831 – 2004 е както следва: